# (28753) 2000 HA
2000 إتش أي (ويعرف أيضًا باسم (28753) 2000 إتش أي وفق تسمية الكوكب الصغير) (بالإنجليزية: 2000 HA)‏ هو كويكب ضمن حزام الكويكبات؛ وترتيبه 28753 من حيث الاكتشاف.
اكتُشف هذا الجُرم الفلكي بواسطة Adrián Galád ‏ في 18 أبريل 2000.

## وصلات خارجية
- (28753) 2000 HA في قاعدة بيانات مختبر الدفع النفاث لأجرام النظام الشمسي الصغيرة

- الاكتشاف · مخطط المدار ·  العناصر المدارية · المعلمات المادية

- (28753) 2000 HA على موقع ويكي سكاي: DSS2, SDSS, GALEX, IRAS, Hydrogen α, X-Ray, Astrophoto, Sky Map, Articles and images